# Nemocardium transversum
Nemocardium transversum är en musselart som beskrevs av Alfred Rehder och Abbott 1951. Nemocardium transversum ingår i släktet Nemocardium och familjen hjärtmusslor. Inga underarter finns listade i Catalogue of Life.